# Сидоренко Володимир Павлович (письменник)
Володи́мир Па́влович Сидо́ренко (нар. 28 серпня 1939, с. Маслівка, Миронівський район, Київська область) — український письменник.

## Біографія
Народився 28 серпня 1939 року у с. Маслівка (Миронівський район) на Київщині. Заочно навчався на філологічному факультеті Вінницького педагогічного інституту (1968—1970), закінчив літературні курси при Літературному інституті ім. М. Горького (м. Москва). Працював у журналістиці на Харківщині, Вінниччині, у видавництвах та на телебаченні у Києві.

## Літературна діяльність
Прозаїк, поет. Перші новели написав у 1963 році. Автор збірок новел, повістей і романів, які вийшли окремими виданнями: «Жовтий квіт» (1966), «Такі сині світанки» (1967), «Колиска для сина» (1971), російською мовою «Такие синие рассветы» (1975), «Галапагоська черепаха» (1982), «Осені без весіль» (1985), роман рос. мовою «Круг» (1998); поезій «Передчуття зради» (1997), «Час піску» (1999).
Член СПУ з 1967 року. З 1971 року і до від'їзду до Києва через кілька років був на обліку Вінницької обласної письменницької організації.
«Герої творів Володимира Сидоренка — це його сучасники. Люди літні і молодь, підлітки та діти. Письменник оспівує духовну велич людини, її мужність та незламність за найважчих життєвих випробувань. Автора хвилюють такі вічні моральні постулати, як подружня вірність, батьківська та синівська любов чи любов до ближнього, а також почуття обов'язку, честі і людської гідності».